# 始業日
始業日（しぎょうび）とは、学校の各学期や職場の就業期が始まる日。始業日は天候や気候、文化などにより国ごとに異なるが、北半球では8月下旬から9月上旬、南半球では1月下旬から2月下旬が多い。

## 学校始業日

### 日本
公立学校では管理規則などで始業日が定められている。日本では学校行事として始業日に式典（始業式）を開くことが多く入学式や卒業式などと並んで主要な学校行事の一つとなっている。

### 北米・南米
- アルゼンチン
年により2月最後の月曜日または3月の第1月曜日。一般的に高校は小学校より1週間遅れで始まる。
- カナダ
9月の第1月曜日であるレイバー・デーの翌日。
- チリ
3月1日。金土日曜日の場合はその次の月曜日。
- コスタリカ
授業日数が200日となるように文部省が毎年調整するため明確な決まりはないが、2012年は2月8日。
- ホンジュラス
8月1日。金土日曜日の場合はその次の月曜日。
- メキシコ
8月末から数えて2つ前の月曜日。
- 米国
- アメリカ合衆国では教育行政が各州に委ねられており、自治体によって学期やカリキュラムが異なる[3]。学区ごとの裁量の範囲が広く、2学期制のところや3学期制のところがあり、始業日、就業日、休日なども学区ごとに定められる[3]。
大半の州や学区では9月上旬のレイバー・デイの翌日。一部の学区では8月中旬から下旬。例えばコロラド州デンバーの都市部では8月中旬、オハイオ州クリーブランドの都市部ではレイバー・デイの一週間前。ボストン、シカゴ、ニューヨーク市、フィラデルフィア、サンディエゴではレイバー・デイ後の火曜又は水曜。オハイオのガーフィールドハイツにあるトリニティ高校は8月15日か16日で、2012年は周囲の学校は8月27日が始業日だったがトリニティ高校は8月15日だった。
一般的に米国の始業日は時短授業となる。米国の高校では一般的に新入生はオリエンテーションのために在校生よりも2日間早く始業日を迎える。近年は始業日前に運動部の大会が始まってしまうことが増えており新入部員に特訓を課す監督もいる。
2010年頃から7月4日の前後にバックトゥスクールフェアを開催する店が全米で増えており、生徒や保護者がその年使う学用品を揃えることができる。

### アフリカ
- ケニア
通常は1月の第2月曜日。ケニヤ北部では9月1日で、金土日曜日の場合はその次の月曜日。
- ナイジェリア
9月1日。金土日曜日の場合はその次の月曜日。
- ソマリア
9月1日。金土日曜日の場合はその次の月曜日。
- タンザニア
3月1日。金土日曜日の場合はその次の月曜日。

### アジア
- タイ
5月中旬から下旬。
- マレーシア
1月3日。
- シンガポール
1 月の第 1 週、通常は 1 月 2 日です。 ただし、1月1日が週末の場合は、1月3日が最初の授業日となります。
- フィリピン
5月下旬、もしくは6月の第1・第2か第3月曜日。
- 香港
9月1日。土日曜日の場合はその次の月曜日。
- 中国
9月1日。金土日曜日の場合はその次の月曜日。
- インド
6月中旬。インドの夏休みは4月末から6月中旬まで。
- 台湾
9月1日。金土日曜日の場合はその次の月曜日。
- イスラエル
2012年は8月27日。2011年までは9月最初の平日だった。
- 韓国
3月2日。土日曜日の場合はその次の月曜日。

### ヨーロッパ
- ベルギー
9月1日。金土日曜日の場合はその次の月曜日。
- ブルガリア
9月15日かその次の月曜日。
- クロアチア
9月の第1月曜日。
- イギリス
定めがなく学校や地区によるが大半は9月頭。
- ドイツ
休み中の旅行ラッシュによる混雑緩和のため州により異なるが、通常は8月か9月の上旬。
- アイルランド
一般的には9月1日で、金土日曜日の場合はその次の月曜日。9月1日が火曜日の場合は8月31日から始まる学校も一部にある。
- イタリア
9月の第3月曜日。進学校では公式な始業日よりも一週間早く授業を始めることが多い。
- ポーランド
9月1日。金土日曜日の場合はその次の月曜日。
- ルーマニア
9月15日。金土日曜日の場合はその次の月曜日。
- ロシア
歴史的に知識の日である9月1日で、1935年に法律で定められた。9月1日が日曜日の場合は始業式のみを行い、月曜から授業を開始する。また平日の場合でも始業日の授業は今年の授業についての基本的な話をするだけの儀礼的な授業である。
- スコットランド
スコットランドは秋が早いため通常は8月下旬。
- スロベニア
9月1日。金土日曜日の場合はその次の月曜日。

### オセアニア
- オーストラリア
州により異なるが1月下旬か2月上旬。
- ニュージーランド
2月1日。金土日曜日の場合はその次の月曜日。
- サモア
3月1日。金土日曜日の場合はその次の月曜日。